# The Dark
The Dark (рус. «Тьма») — второй полноформатный студийный альбом американской группы Metal Church, вышедший в 1986 году на лейбле Elektra Records.

## Об альбоме
The Dark самый критикуемый и обсуждаемый хэви-метал альбом в том году. На песню «Watch The Children Pray» был снят первый видеоклип группы. Кроме того, это последний альбом, в создании которого одновременно принимали участие Вэйн, Вандерхуф, Аррингтон, Уэлс и Эриксон. Лирика альбома затрагивает такие темы, как смерть, борьба и убийства (например песня «Line of Death» повествует о военных действиях в заливе Сидра). Альбом был посвящён безвременно ушедшему бас-гитаристу Клиффу Бёртону из Metallica.
Идея концепции (идеи) обложки принадлежит Курту Вандерхуфу. Художником обложки альбома выступил американский художник Дон Браутигам (1946-2008), известный по оформлениям альбомов таких групп как Metallica, Motley Crue, AC/DC, Vicious Rumors и Anthrax.

## Список композиций
| №                   | Название                  | Длительность |
| ------------------- | ------------------------- | ------------ |
| 1.                  | «Ton of Bricks»           | 2:55         |
| 2.                  | «Start the Fire»          | 3:55         |
| 3.                  | «Method to Your Madness»  | 4:52         |
| 4.                  | «Watch the Children Pray» | 5:57         |
| 5.                  | «Over My Dead Body»       | 3:36         |
| 6.                  | «The Dark»                | 4:11         |
| 7.                  | «Psycho»                  | 3:32         |
| 8.                  | «Line of Death»           | 4:42         |
| 9.                  | «Burial at Sea»           | 4:58         |
| 10.                 | «Western Alliance»        | 3:18         |
| Общая длительность: | Общая длительность:       | 43:00        |

## Участники записи
- Дэвид Уэйн — вокал
- Курдт Вандерхуф — электрогитара;
- Крейг Уэллс — электрогитара;
- Дюк Эриксон — бас-гитара;
- Кирк Аррингтон — ударные.